# سافونوفو، اوبلاست اسمالنسک
شهر سافونوفو، اوبلاست اسمالنسک (به روسی: Сафоново) در کشور روسیه و در اوبلاست اسمالنسک واقع شده‌است.